# Пиньейру (Гимарайнш)
Пиньейру (порт. Pinheiro) — район (фрегезия) в Португалии, входит в округ Брага. Является составной частью муниципалитета Гимарайнш. Находится в составе крупной городской агломерации Большое Минью. По старому административному делению входил в провинцию Минью. Входит в экономико-статистический субрегион Аве, который входит в Северный регион. Население составляет 1301 человек на 2001 год. Занимает площадь 1,51 км².
Покровителем района считается Иисус Христос (порт. Divino Salvador).